# Place Robert-Guillemard
La place Robert-Guillemard est une voie située dans le quartier de Javel dans le 15e arrondissement de Paris.

## Situation et accès
La place Robert-Guillemard se situe à l'extrémité sud de la rue Lecourbe, qui continue sur quelques dizaines de mètres au-delà de la place jusqu'au boulevard Victor.
Elle est desservie à proximité par les lignes 8 du métro et 3a du tramway à la station Balard.

## Origine du nom

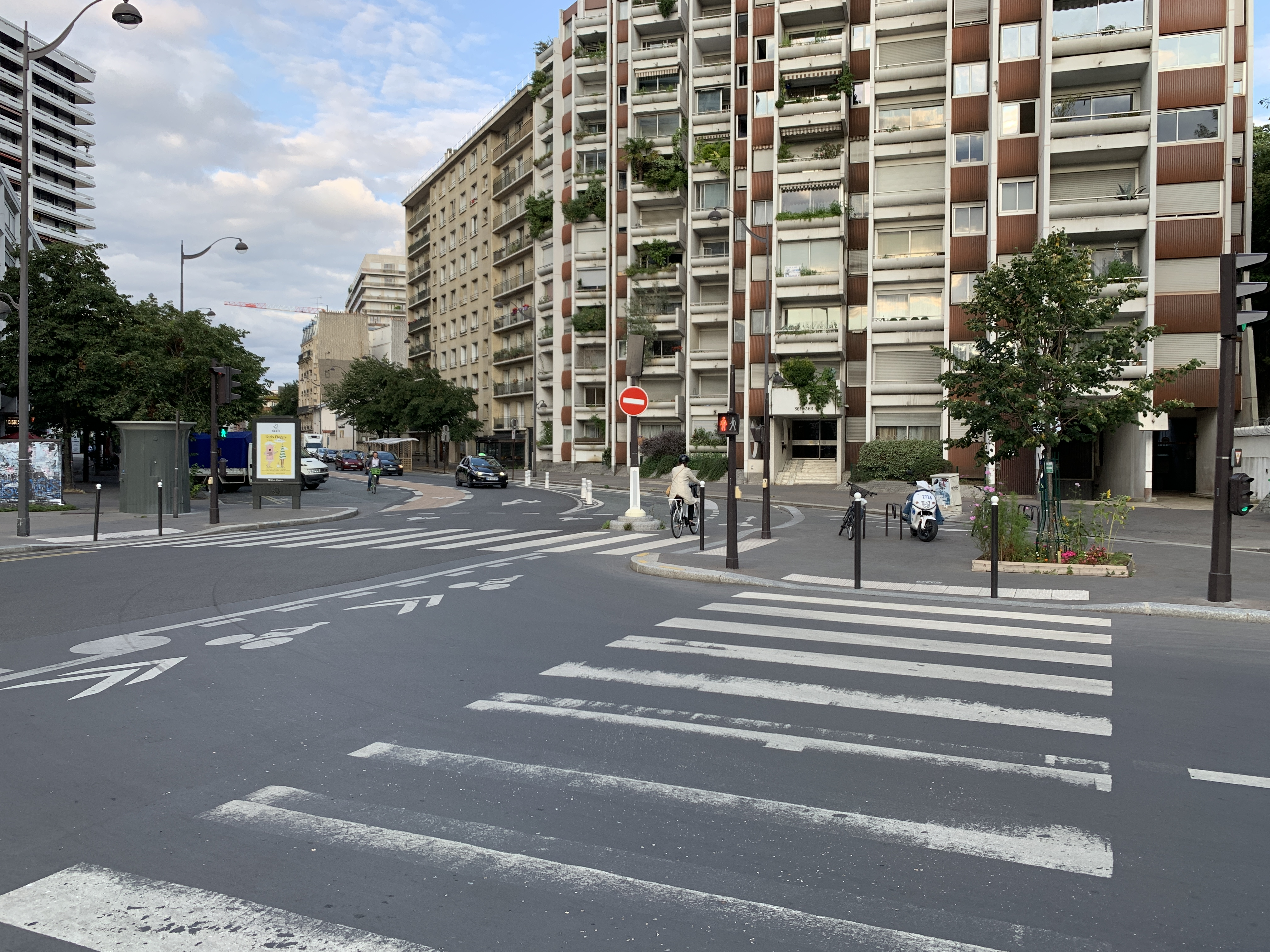
Plaque de la place.

Cette place porte le nom du pilote de chasse Robert Guillemard (1919-1944) mort au champ d'honneur.
Robert Guillemard était né le 1er février 1919 à Paris. Engagé pour cinq ans dans l'armée de l'air après sa réussite au concours de l'école d'Istres (en 1938), li obtient son brevet de pilote l'année suivante.
Ayant rejoint l'école d'Istres pour poursuivre son instruction, il suit le déplacement de celle-ci à Avord. L'école étant transférée à nouveau à Istres, c'est à l'occasion de ce vol que, son avion étant pris par une tempête au dessus de la région lyonnaise, il doit, comme ses camarades, sauter en parachute.
A partir de 1941 il est en Afrique du Nord, tout d'abord en Algérie puis ensuite au Maroc comme élève officier d'Active à l'annexe de l'Ecole de l'Air de Marrakech. Nommé ensuite sous-lieutenant au Centre d'Instruction de Meknès en mai 1944, il rejoint le mois suivant, sur sa demande, le Groupe de Chasse La Fayette alors basé en Corse.
Août 1944. La vallée du Rhône voit affluer les troupes allemandes qui battent en retraite. Les convois, dont la progression est rendue difficile à la suite de l'action conjuguée de la Résistance et des troupes alliées, se trouvent finalement ralentis, voire immobilisés le long de la route nationale 7 dans le secteur de Montélimar et de Donzère.
Pour se protéger contre les attaques aériennes, les allemands possèdent une défense aérienne efficace, la «Flak », fixe ou mobile.
C'est au début de l'après-midi du vendredi 25 août que les groupes de chasse « Dauphiné», « Navarre» et « La Fayette » quittent leur terrain de Corse pour une mission de reconnaissance-armée sur la vallée du Rhône. Ils sont équipés de chasseurs-bombardiers Republic P-47 Thunderbolt et appartiennent à la 4ème Escadre de Chasse de l'Armée de l'Air.
Les convois allemands se trouvant entre Orange et Montélimar sont mitraillés par des appareils du groupe «Dauphiné», deux patrouilles de quatre appareils du groupe.
« Navarre» s'attaquant plus précisément à ceux du secteur Pierrelatte-Donzère. Vers 15 heures, l'appareil du Lieutenant Soubeyrat s'écrase à Châteauneuf-du-Rhône, touché par la « Flak». Peu après, l'avion du Lieutenant Colonel De La Horie est atteint et il explose au moment où le pilote, certainement blessé, arrive à le poser sur la commune de Malataverne, au quartier de Jarnias.
Quatre appareils du groupe « La Fayette » sont quant à eux remontés jusqu'à la hauteur de Valence. C'est vers 16h45, lorsqu'ils redescendent et qu'ils se trouvent au nord de Donzère, qu'ils repèrent une importante colonne de blindés allemands. Ils passent alors à l'attaque malgré les tirs nourris de la «Flak». Deux appareils sont endommagés (Capitaine De Montravel et Capitaine De L'Espinay). Quant à celui piloté par le sous-lieutenant Guillemard il est beaucoup plus sérieusement atteint et va s'écraser en flamme près du cimetière de Donzère.
Le pilote a pu sauter en parachute mais « les Allemands hurlants et frénétiques tirent sur lui et le tuent pendant qu'il descend. Il tombe près de la route nationale au quartier du Grès. Il est immédiatement déshabillé et dépouillé par les allemands. Son cadavre est porté par les pompiers dans une salle de l'Hospice. »(*)
Le lendemain matin samedi 26 août, « on enterre au cimetière l'aviateur abattu la veille. Sans cortège, sans fleurs, et même sans bière... car les allemands ne l'ont pas autorisé.
On crut d'abord qu'il s'agissait d'un aviateur américain...»
Deux mois plus tard il trouvera la mort au dessus de Donzère après avoir effectué 72 missions de guerre.[réf. souhaitée]
Si on consulte le registre des décès de l'année 1944, celui du pilote n'y figure pas. En effet ce n'est que sur le registre de l'année 1947 que figure sa transcription ainsi rédigée :
« Du 25 août 1944 décédé à Donzère, Mort pour la France Guilemard Robert, Marie sous-lieutenant au groupe de chasse 2/5 « La Fayette » inscrit au recrutement de Blida sous le n° Mel 2201, né le 1er février 1919 à Paris 3ème arrondissement (Seine), domicilié en dernier lieu à Casablanca (Maroc)...Epoux de Arnaud Micheline...Dressé par nous... Commissaire ordonnateur de 2ème classe officier de l'état civil du Ministère de l'Air à Paris le 22 mai 1947 conformément aux dispositions ....
Transcris le 2 juin 1947 par nous André Jullien Maire de Donzère. »
https://www.aerosteles.net/stelefr-donzere-guillemard
En 1949 la dépouille de Robert Guilemard a quitté la cimetière de Donzère pour être transférée dans un cimetière parisien.

## Historique
La place prend son nom actuel en 1998. 

## Bâtiments remarquables et lieux de mémoire
- L'ensemble immobilier le Grand Pavois de Paris.
- Un accès à la Petite Ceinture du 15e.